# 1823
1823 (MDCCCXXIII) a fost un an obișnuit al calendarului gregorian, care a început într-o zi de miercuri.

## Evenimente
- 10 septembrie: Simón Bolívar a fost numit președinte al statului Peru (1823-1827).

## Arte, științe, literatură și filozofie
- 3 noiembrie: La Timișoara, János Bolyai anunță descoperirea primei geometrii neeuclidiene
- Ludwig van Beethoven termină Simfonia nr. 9

## Nașteri
- 1 ianuarie: Sándor Petőfi, poet și revoluționar maghiar (d. 1849)
- 8 ianuarie: Alfred Russel Wallace, naturalist, geograf, antropolog și biolog englez (d. 1913)
- 15 februarie: Melchisedec Ștefănescu, episcop și istoric român, membru al Academiei Române (d. 1892)
- 6 martie: Regele Karl de Württemberg (d. 1891)
- 1 noiembrie: Lascăr Catargiu, om politic, prim-ministru al Principatelor Unite și al Regatului României (d. 1899)
- 23 decembrie: Alexandru Flechtenmacher, compozitor român (d. 1898)

## Decese
- 26 ianuarie: Edward Jenner, 73 ani, medic britanic (n. 1749)
- 20 august: Papa Pius VII (n. Barnaba Niccolò Maria Luigi Chiaramonti), 83 ani (n. 1740)